# SOUNDTRACKS (榊いずみのアルバム)
『SOUNDTRACKS』（サウンドトラックス）は、榊いずみ通算11作目のオリジナル・アルバム。
2017年5月13日にFamily Tree Recordsから発売された。規格品番はFTR-CD006。

## 解説
- 『ほねのうずめ方』から3年ぶり。榊いずみでは4枚目。橘いずみ名義を含めると11枚目となるオリジナル・アルバム。
- 映画『アリーキャット』のサウンドトラック制作の過程で出来た音楽に歌詞を付けたらどうなるか、というところからアルバム制作が始まっている。
- アルバム全般のアレンジは、co-producerとしてクレジットされており、長年ライブのサポートもしている佐藤亙が手掛ける。
- アルバム収録の12曲中8曲は佐藤のバンド「Beadroads」による。
- ジャケットは『こぼれおちるもの』以来、久々に藤代冥砂が撮影。
- 発売前の先行予約特典としてアルバム収録曲「Lost and Found」「日々の抜け殻」のアコースティック・バーションを収録した特典DISCが添付されたが、現在は入手不可能。

## 楽曲解説
- Lost and Found
映画『アリーキャット』主題歌
- キッチン
メ～テレドラマ『まかない荘』主題歌
- わたしの証明
高橋みなみに提供した楽曲のセルフカバー
- ごめんねルーシー
タイトルのルーシーとは漫画『Peanuts』のキャラクター
- 夜のパレード
映画『アリーキャット』サウンドトラック
- Pussy Cat
映画『アリーキャット』サウンドトラック

## 収録曲
| #         | タイトル                 | 作詞      | 作曲             | 時間  |
| --------- | ------------------------ | --------- | ---------------- | ----- |
| 1.        | 「荒野の果てに」         | 榊いずみ  | 佐藤亙           | 4:46  |
| 2.        | 「Lost and Found」       | 榊いずみ  | 榊いずみ         | 4:16  |
| 3.        | 「キッチン」             | 榊いずみ  | 榊いずみ・佐藤亙 | 5:23  |
| 4.        | 「かなしみさん」         | 榊いずみ  | 榊いずみ・佐藤亙 | 3:57  |
| 5.        | 「わたしの証明」         | 榊いずみ  | 榊いずみ・佐藤亙 | 4:03  |
| 6.        | 「ごめんねルーシー」     | 榊いずみ  | 榊いずみ・佐藤亙 | 3:53  |
| 7.        | 「Merry Go Round」       | 榊いずみ  | 榊いずみ         | 5:28  |
| 8.        | 「夜のパレード」         | 榊いずみ  | 榊いずみ         | 4:54  |
| 9.        | 「Pussy Cat」            | 榊いずみ  | 榊いずみ         | 3:47  |
| 10.       | 「マーティ・マクフライ」 | 榊いずみ  | 榊いずみ         | 4:38  |
| 11.       | 「さよなら、僕の日々」   | 榊いずみ  | 榊いずみ         | 4:16  |
| 12.       | 「日々の抜け殻」         | 榊いずみ  | 佐藤亙           | 6:14  |
| 合計時間: | 合計時間:                | 合計時間: | 合計時間:        | 55:35 |

先行予約特典DISC：SOUNDTRACKS  SUPER ACOUSTIC SESSION
| #         | タイトル           | 作詞  | 作曲・編曲 | 時間 |
| --------- | ------------------ | ----- | ---------- | ---- |
| 1.        | 「Lost and Found」 |       |            | 4:22 |
| 2.        | 「日々の抜け殻」   |       |            | 6:28 |
| 合計時間: | 合計時間:          | 10:50 |            |      |

## ミュージシャン
- 榊いずみ
- 佐藤亙
- 若槻昌子
- 斉藤スグル
- コジマカオル
- 柴由佳子
- 田草川亮太
- 隅倉弘至
- 末藤健二